# Westfield Century City
Westfield Century City, anteriormente conocido como Century Square Shopping Center, es un centro comercial en el área de Century City de Los Ángeles, California (Estados Unidos). Es propiedad de The Westfield Group. Sus tiendas anclas son Bloomingdale's y Macy's. El centro comercial también cuenta con un remodelado complejo de cines de AMC Theatres.

## Historia
El centro comercial fue originalmente abierto 1964 y es considerado como uno de los centros comerciales más antiguos de Los Ángeles. Durante ese tiempo, la tienda The Broadway era la única tienda ancla. Durante su expansión de 1976 se abrió otra tienda ancla, Bullock's, al igual que otras tiendas. Estos edificios, construidos con exteriores de ladrillos rojos, fueron construido encima de un estacionamiento. Las renovaciones principales del centro comercial se hicieron en 1987 cuando una estructura vieja en la esquina noroeste del centro comercial fue derivado y en su lugar se construyó un food court en forma de un mercado urbano llamado Marketplace. Durante la renovación se construyeron 14 salas de cine AMC movie theater, en la que en esa época era considerado como uno de los cines más grandes de los Estados Unidos, junto con el foodcourt Market Place se convirtieron en un hito. En 1996 las tiendas Broadway y Bullock's cerraron cuando The Broadway tenía problemas debido a que Carter Hawley Hale adquirió Federated Department Stores. Federated después se convirtió en una tienda Bloomingdale's mientras que el nombre de Bullock's favoreció a Macy's con otra tienda. El Grupo Westfield adquirió el centro comercial 2002, y le cambió el nombre a "Westfield Shoppingtown Century City", luego en 2006 se le quitó "Shoppingtown". En 2004, Westfield inició una nueva renovación de $127 en la que terminó de completarse en 2007. El foodcourt Market Place y los cines fueron convertidos a tiendas lujosas y exclusivas para clientes con un alto nivel adquisitivo.

## Estacionamiento
El centro comercial tiene un estacionamiento subterráneo. Las primeras tres horas son gratis. También cuenta con Valet parking en Santa Monica Boulevard y Constellation Boulevard. Hasta el 22 de noviembre de 2006, se permitía que los automóviles se estacionaran en la calle junto al centro comercial en Santa Monica Boulevard. En esa fecha, los trabajadores del Departamento de Transporte de Los Ángeles pintaron la acera en Santa Mónica en color rojo, o lo que significa que no se puede estacionar. En agosto de 2008 Westfield puso un nuevo sistema de guía electrónico para los clientes.

## Anclas
- Bloomingdale's (222,000 pies cuadrados)
- Gelson's (37,140 pies cuadrados)
- Macy's (135,000 pies cuadrados)